# Pępowniczka brunatna
Pępowniczka brunatna (Xeromphalina brunneola O.K. Mill.) – gatunek grzybów z rodziny grzybówkowatych (Mycenaceae).

## Systematyka i nazewnictwo
Pozycja w klasyfikacji według Index Fungorum: Xeromphalina, Mycenaceae, Agaricales, Agaricomycetidae, Agaricomycetes, Agaricomycotina, Basidiomycota, Fungi.
Po raz pierwszy opisał go w 1968 r. Orson Knapp Miller na martwym drewnie iglastym w USA, podając jego holotyp.
Polską nazwę zaproponował Władysław Wojewoda w 2003 r/

## Morfologia
Kapelusz
Średnica 0,6–1,5 cm, kształt wypukły z zagłębieniem do prawie lejkowatego. Powierzchnia naga, matowa, pomarańczowa. Brzeg gładki i nieprążkowany nawet w stanie wilgotnym.
Blaszki
Gęste, zbiegające na trzon, wąskie, z blaszeczkami, pomarańczowe. Ostrza równe, matowe.
Trzon
Wysokość 3–6 cm, grubość 0,1–0,25 cm, zwężający się nieco ku nasadzie, prawie bulwiasty u podstawy, chrzęstny. Powierzchnia na wierzchołku gładka, pomarańczowo lub płowożółta, niżej ochrowa i owłosiona, u nasady rdzawobrązowa.
Miąższ
Cienki, brązowawy, chrzęstny, o stale nieprzyjemnym zapachu i smaku.
Cechy mikroskopowe
Bazydiospory 5–7,5 × 2,5–3,5 µm, Q = 1,9–2,1, elipsoidalne, cylindryczno-elipsoidalne, często prawie alantoidalne, szkliste, gładkie, cienkościenne, amyloidalne. Podstawki maczugowate, 21–29 × 5,0–6,5 µm, 4-zarodnikowe. Bazydiole 10–27 × 2,5–7 µm, cylindryczne do maczugowatych. Cheilocystydy 25–85 × 6,5–19 µm, baryłkowate, lancetowate, w kształcie urny, maczugowate, nieco wrzecionowate, czasami szypułkowe, cienkościenne, szkliste, nieamyloidalne. Skórka kapelusza zbudowana z promieniście ułożonych, cylindrycznych, nieco grubościennych, inkrustowanych strzępek o szerokości do 8 µm. Kaulocystydy 23–65 × 6–18 µm, maczugowate, szeroko maczugowate, w kształcie urny, cylindryczne, czasami nieregularne, nierozgałęzione lub rzadko rozgałęzione, nigdy koraloidalne, pigmentowane, grubościenne, w KOH o barwie od żółtej do pomarańczowobrązowej. Na strzępkach sprzążki.
Gatunki podobne
Pępowniczka brunatna charakteryzuje się ciemnymi owocnikami, raczej małymi, elipsoidalnymi lub cylindryczno-elipsoidalnymi, często niemal kiełbaskowatymi zarodnikami, występowaniem nierozgałęzionych i często szerokich kaulocystyd oraz grubościennymi strzępkami. Podobna jest pępowniczka dzwonkowata (Xeromphalina campanella). Pępowniczka brunatna odróżnia się od niej ciemniejszymi owocnikami, nieprzyjemnym smakiem, jej kapelusz i górna część trzonu w KOH zmieniają barwę na czerwonobrązową, ma pigmentowane kaulocystydy i mniejsze zarodniki.

## Występowanie i siedlisko
Występuje w Ameryce Północnej, Europie i Azji. W Polsce W. Wojewoda przytoczył jedno stanowisko podane w 2000 r. w Puszczy Białowieckiej, w późniejszych latach podano następne.
Nadrzewny grzyb saprotroficzny występujący na martwym drewnie drzew iglastych. Owocniki zwykle od lipca do listopada.